# Willi Mader
Willi Mader (geboren am 13. Mai 1898 in Wigstadtl, Österreichisch-Schlesien, Österreich-Ungarn; gestorben am 13. Mai 1982 in Mainbernheim, Unterfranken) war ein deutscher Schriftsteller und Kommunalpolitiker (SPD). 

## Leben
Willi Mader wurde am 13. Mai 1898 in Wigstadtl geboren. Die Stadt war damals Teil des Sudetenlandes in der Österreich-Ungarischen Monarchie und gehört heute zu Tschechien.  Willi Maders Vater war als Weber tätig und musste eine vielköpfige Familie ernähren, zu der auch der ältere, bereits 1890 geborene Karl Mader gehörte, der später zu einem Landtagsabgeordneten für die bayerische SPD werden sollte. Über den Beruf des Vaters kam Mader mit der Arbeiterbewegung in Kontakt. Ähnlich wie sein älterer Bruder trat er wohl in die Deutsche sozialdemokratische Arbeiterpartei in der Tschechoslowakischen Republik (DSAP) ein. Der Vater lehnte das politische Engagement der Söhne ab und förderte stattdessen eine christliche Erziehung, die vor allem über Prozessionen und Wallfahrten die christlichen Glaubensinhalte verstärken sollten.
Nach dem Ende der Schule erhielt Willi Mader von der Schulleitung das Angebot, ein Theologiestudium aufzunehmen. Mader kämpfte im Ersten Weltkrieg und wurde ab 1916 an der russischen und der italienischen Front eingesetzt. Im Jahr 1918 desertierte er und wurde gefangen. Vor dem Kriegsgericht in Udine sollte er zum Tod durch den Strang verurteilt werden, das Kriegsende rettete jedoch Maders Leben. Nach dem Krieg ließ sich Mader zunächst in Graz nieder und kehrte später ins Sudetenland zurück. Dort trat er der Deutschen sozialdemokratischen Arbeiterpartei in der Tschechoslowakischen Republik (DSAP) bei. Mader arbeitete für die Partei als Bibliothekar und es entstanden erste Gedichte, die vor allem autobiografischen Charakter haben.
Mit der deutschen Annexion des Sudetenlandes ging Mader in den Widerstand gegen die nationalsozialistischen Besatzer. Die Gruppe setzte sich zunächst ins slowakische Uherský Brod (dt. Ungarisch Brod) ab. Nach Kriegsausbruch kehrte Mader nach Wigstadtl zurück und wurde dort zusammen mit seiner Frau und dem Sohn von der Gestapo verhaftet. Zunächst wurde er in Troppau ins Gefängnis gesperrt. In den folgenden Monaten verpflichtete ihn die SS zum Bau der Reichsautobahn, weshalb Mader nach Mechterstädt verlegt wurde. Außerdem setzte man ihn in der Rüstungsindustrie in Wigstadtl ein. Der ältere Bruder Karl wurde während des Zweiten Weltkriegs sogar vor den Volksgerichtshof gestellt. Mit dem Vorrücken der Roten Armee verstärkte Mader sein Vorgehen gegen die Besatzer und es gelang sogar den örtlichen Kompaniechef von der Auflösung des Volkssturms zu überzeugen.
Nach dem Ende des Zweiten Weltkriegs wurde Mader mit seiner Familie von den tschechischen Behörden ausgewiesen, zuvor wurde er wiederum in ein Lager geschickt. Im Jahr 1946 erreichte Mader mit seiner Frau, der Sohn Erich war in Rumänien gefallen, nach Mainbernheim im fränkischen Teil Bayerns. Mader gründete hier schnell einen SPD-Ortsverein. Zwischen 1970 und 1972 stieg er sogar zum Bürgermeister von Mainbernheim auf. Bereits 1952 wurde er in den Kreistag des Landkreises Kitzingen gewählt. In der Nachkriegszeit wurde Mader Gründungsmitglied der Gemeinnützigen Baugenossenschaft des Landkreises. Über Mainbernheim erschienen auch mehrere heimatgeschichtliche Veröffentlichungen, die Mader mit Zeichnungen verzierte. Willi Mader starb am 13. Mai 1982 in Mainbernheim und wurde im Alten Friedhof der Stadt beerdigt.

## Werke (Auswahl)
- Friedrich G. Kürbisch (Hrsg.): Gesänge vom hoffenden Leben eine Auswahl aus sechs Jahrzehnten. Verlag die Brücke, München 1982.